# Lexington (Alabama)
Lexington is een plaats (town) in de Amerikaanse staat Alabama, en valt bestuurlijk gezien onder Lauderdale County.

## Demografie
Bij de volkstelling in 2000 werd het aantal inwoners vastgesteld op 840.
In 2006 is het aantal inwoners door het United States Census Bureau geschat op 833, een daling van 7 (-0,8%).

## Geografie
Volgens het United States Census Bureau beslaat de plaats een oppervlakte van
8,3 km², geheel bestaande uit land. Lexington ligt op ongeveer 234 m boven zeeniveau.

## Plaatsen in de nabije omgeving
De onderstaande figuur toont de plaatsen in een straal van 24 km rond Lexington.